# Wincenty Flak
Wincenty Flak (ur. 25 marca 1870 w Nowej Wsi, zm. 17 czerwca 1943) – polski artysta ludowy, rolnik.

## Życiorys
Urodził się w rodzinie chłopskiej Antoniego i Agnieszki z d. Żak. Miał 11 rodzeństwa, z tego siedmioro przeżyło okres dziecięcy. Ukończył parę klas szkoły podstawowej. Od 1883 r. mieszkał z rodziną w Zielonce Nowej. Był trzykrotnie żonaty: z Marianną z d. Oczkowską (1892), Marianną z d. Milczarczyk (1899) i Wiktorią z d. Nowak (1908), z każdą z żon miał dzieci, w sumie dziewięcioro, ale troje z nich zmarło w dzieciństwie. Ponadto wychowywał kilkoro osieroconych dzieci swoich krewnych. Wincenty gospodarował na swojej ziemi od 1892, początkowo na 20 zadłużonych morgach, a od 1903 miał już tylko 10 mórg. Dodatkowo w latach 1931–1935 był właścicielem restauracji w Zwoleniu.
Jako młody mężczyzna grywał na zabawach wiejskich na skrzypkach, które samodzielnie wykonał. Od 1905 r. zajął się też amatorsko, ale intensywnie rzeźbiarstwem w drewnie. Wykształcił swój styl, cechujący się bardzo bogatą ornamentyką florystyczno-geometryczną, ekspresyjnie wyrażonymi uproszczonymi postaciami i widoczną surową fakturą drewna, prawie nigdy nie malowanego. Często tworzył „obrazy w drewnie” mające postać skrzynkowej kompozycji z centralną sceną figuralną (o tematyce pasyjnej lub świeckiej) i bardzo obficie rzeźbionym otoczeniem, którym były różne detaliczne, pasujące do tematyki dzieła przedmioty lub ornamenty. Tematyka dzieł Flaka była różnorodna – tworzył rzeźby religijne (np. ołtarze kościelne, ołtarzyki, krzyże), patriotyczne (np. duża kompozycja Zmartwychwstanie Polski, w latach 30. XX w. godła i herby m.in. dla urzędów, w tym płaskorzeźby z orłem), ale też zdobione ramy obrazów i feretronów, rzeźbione przedstawienia bukietów roślin oraz przedmioty użytkowe (m.in. meble).
W. Flak kilkukrotnie brał udział w wystawach, m.in. w Powszechnej Wystawie Krajowej w Poznaniu w 1929, uzyskując nagrody pieniężne na wystawie rzemiosła ludowego w Kozienicach (1911) oraz rolno-przemysłowej w Radomiu i Staszowie (obie 1912). Otrzymał tytuł Zasłużony dla Zwolenia.
W. Flak wielokrotnie przekazywał swoje dzieła rzeźbiarskie w darze ważnym osobistościom lub instytucjom. W 1918 ofiarował, za pośrednictwem miejscowych władz, cesarzowi Austrii Karolowi I i jego żonie Zycie Burbon-Parmeńskiej zdobione drewniane trony, za co otrzymał od dworu podziękowanie i podarunek. Około 1920 stworzył rzeźbiarski portret Piłsudskiego i podarował go marszałkowi. Wszedł on potem w skład stałej ekspozycji Muzeum Józefa Piłsudskiego w Belwederze. W 1930 wręczył swój tryptyk z patriotycznymi treściami prezydentowi Ignacemu Mościckiemu, a w 1935 przekazał tryptyk dla Prezydium Rady Ministrów. Podczas odwiedzin Polski w 1937 przez króla Rumunii Karola II ofiarował mu jedno ze swoich dzieł. Wykonał ołtarz polowy dla Wojska Polskiego i w 1925 osobiście przekazał go prezydentowi RP Stanisławowi Wojciechowskiemu. Ponadto doprowadził do wystawienia w budynku Sejmu RP w 1923 r. swojej rzeźby, w postaci kolumny symbolizującej apoteozę Polski. W czasie wojny zostali aresztowani jego synowie i córka Antonina. Artysta, chcąc ich ocalić, podarował Generalnemu Gubernatorowi Hansowi Frankowi wykonany przez siebie tryptyk.
Zmarł na zapalenie płuc 17 czerwca 1943.

## Pamięć
Rzeźbiarstwu i życiu W. Flaka poświęcona jest stała wystawa w Muzeum Regionalnym w Zwoleniu. W zbiorach Muzeum Etnograficznego w Krakowie znajduje się prząślica, a w Muzeum im. Jacka Malczewskiego w Radomiu patriotyczny tryptyk Orzeł z lat 30. dłuta Flaka. Muzeum w Łowiczu posiada ołtarz polowy dla Prezydium Rady Ministrów RP. O artyście powstał także artykuł Marii Przeździeckiej opublikowany w 1961 w „Polskiej Sztuce Ludowej”. Pomnik W. Flaka znajduje się w Zielonce Nowej.